# Сім'янівка
Сім'яні́вка —  село в Україні, у Дубов'язівській селищній громаді Конотопського району Сумської області. Населення становить 865 осіб. Колишній орган місцевого самоврядування — Дубов'язівська селищна рада.
Село розташоване на лівому березі річки Липки, яка тепер перетворилася на систему ставків.

## Географія
Село Сім'янівка знаходиться на березі річки Липка (в основному на лівому березі), вище за течією примикає селище Дубов'язівка, нижче за течією на відстані 1,5 км розташоване село Коханівка. На річці зроблено кілька загат. Через село проходить автомобільна дорога Т 2504.

## Історія
Село виникло у другій половині XVII століття на кордоні між Польщею та Росією на Путивльському рубежі. Спочатку складалося воно з села Сім'янівка  та слободи Кандибівка Назва "Сім'янівка" походить від прізвища першого поселенця козака Семененка з Правобережної України.
Слобода Кандибівка заснована в І половині XVII століття з утікачів із Правобережної України за гетьмана Самойловича. За Універсалом 1679 року слобода була передана поміщику Федору Кандибі, тому й тепер називається Кандибівкою. Після реформи 1861 року села були об'єднані.
У 1688 році Іван Мазепа віддав Сім'янівку генеральному осавулу Андрію Михайловичу Гамалії. На початку XIX століття біля слободи Кандибівка був збудований завод із виробництва селітри, яка відправлялася на Шосткинський пороховий завод. З двох церков Михайлівської, збудованої у 1827 році, та Троїцької, збудованої у 1840 році, жодна не збереглася: перша згоріла незадовго після побудови, а друга зруйнована в 30-х роках XX століття.
Однією з найцікавіших церков була Троїцька церква у селі Сім'янівка, зведена на початку XIX століття на кошти відомого поміщика-мецената А. М. Гамалія Гамалії. Побудована вона в стилі бароко за проектом архітектора Бартоломео Растреллі. Обладнання завозилося з Петербурга, жінки-кріпачки з Іваново вишивали для церкви рушники та килимки. Бані церкви, "царські врата" були позолочені, ризи розшиті золотом, кубки виготовлені з чистого золота.Після революції церква була зруйнована, оздоблення вивезено. Навколо церкви був посаджений великий парк і фруктовий сад, упорядковане   велике озеро. Все це й нині радує жителів села.
У 1873 році було відкрите сільське початкове народне училище Сім'янівської волості. 2 жовтня 1894 року у Сім'янівці відкрили школу. Будівлю під школу подарував І. М. Гамалія. На 1912 рік у Сім'янівці працювало вже дві школи: церковнопарафіяльна жіноча та земська чоловіча. У 1984 році в селі було збудоване нове приміщення школи.
Село постраждало внаслідок геноциду українського народу, проведеного окупаційним урядом СССР 1923-1933 та 1946-1947 роках.

## Населення

### Мова
Розподіл населення за рідною мовою за даними перепису 2001 року:
| Мова       | Відсоток |
| ---------- | -------- |
| українська | 95,95%   |
| російська  | 3,24%    |
| білоруська | 0,69%    |
| інші       | 0,12%    |

## Персоналії
- Нестеренко Микола Миколайович — український військовослужбовець, учасник російсько-української війни.
- Кандиба Наталія Григорівна — українська акторка з козацького старшинського роду Кандиб.
- Руденко Галина Тимофіївна — радянська ланкова, Герой Соціалістичної Праці.
- Рудиця Іван Григорович — український музикант, культурний діяч, керівник народного хору «Веселі музики».
- Курсов Микола Іванович — радянський військовослужбовець, прапорщик, учасник афганської війни.
- Трощановський Аркадій Федорович (1914—1986) — український актор, режисер.